# 邦凯
邦凯（法語：Benquet，法語發音：[bɛ̃kɛ]）是法国朗德省的一个市镇，位于该省中东部，省会蒙德马桑以南，属于蒙德马桑区。

## 地理
邦凯（43°49'48"N, 0°30'6"W）面积29.33 平方千米，位于法国新阿基坦大区朗德省，该省份为法国西南部沿海省份，是法國本土面积第二大的省，北起吉倫特省，西临大西洋，南至大西洋比利牛斯省，东临热尔省，东北与洛特-加龍省接壤。
与邦凯接壤的市镇（或旧市镇、城区）包括：圣皮埃尔迪蒙、下莫科、布列塔尼德马尔桑、上莫科、阿杜尔河畔圣莫里斯、圣瑟韦。

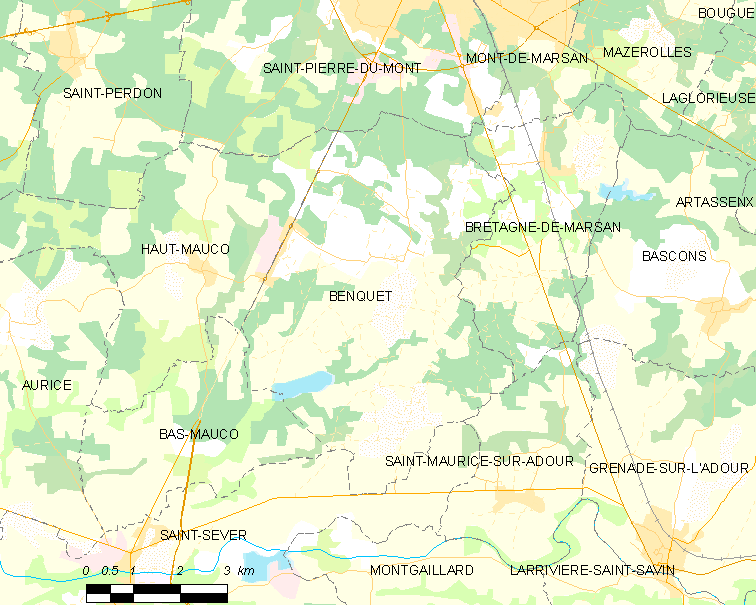
邦凯的OSM定位图

邦凯的时区为UTC+01:00、UTC+02:00（夏令时）。

## 行政
邦凯的邮政编码为40280，INSEE市镇编码为40037。

## 政治
邦凯所属的省级选区为蒙德马桑第二县。

## 人口

1962-2008年间邦凯人口变化图示

邦凯于2022年1月1日时的人口数量为1913人。